# 1873 (numero)
Milleottocentosettantatré (1873) è il numero naturale dopo il 1872 e prima del 1874.

## Proprietà matematiche
- È un numero dispari.
- È un numero primo.
  - È un numero primo gemello (con 1871).
- È esprimibile in un solo modo come somma di due quadrati: 1873 = 1089 + 784 = 332 + 282.
- È un numero nontotiente in quanto dispari e diverso da 1.
- È un numero malvagio.
- È un numero intero privo di quadrati.
- È parte delle terne pitagoriche (305, 1848, 1873), (1873, 1754064, 1754065).

## Astronomia
- 1873 Agenor è un asteroide troiano di Giove del campo troiano.

## Astronautica
- Cosmos 1873 è un satellite artificiale russo.